# Élections générales irlandaises de 2011
Les élections législatives irlandaises de 2011 ont eu lieu le 25 février 2011, de manière anticipée, à la suite de la dissolution du 30e Dáil Éireann, chambre basse de l’Oireachtas, par la présidente Mary McAleese, après une demande en ce sens du Taoiseach, Brian Cowen.

## Contexte

### Crise financière
À la suite du sauvetage de ses établissements bancaires et de la grave détérioration de sa dette publique, l'Irlande a été forcée de faire appel à un plan de sauvetage de l'Union européenne (UE) et du Fonds monétaire international (FMI), sur fond de crainte d'une contagion de la crise des dettes souveraines européennes. Le fonds européen de stabilité financière (EFSF) a alors offert à l'Irlande un prêt de plusieurs dizaines de milliards d'euros pour alléger le fardeau de sa dette.
Cette démarche a été très fortement critiquée en Irlande, le grand quotidien progressiste The Irish Times fustigeant le Fianna Fáil (FF), parti centriste et conservateur au pouvoir, car en dépit de « son principal engagement, qui est de « Maintenir le statut de l'Irlande comme État souverain », les idéaux du Parti républicain sont maintenant en lambeaux. ».

### Complications politiques
Après avoir accepté l'accord le 21 novembre 2010, le chef du Parti vert (GP), John Gormley, ministre de l'Environnement, a appelé à la tenue d'élections générales dans la deuxième moitié de janvier 2011, ajoutant que son parti soutiendrait la coalition « dans les semaines et les mois à venir ».
Quant aux deux principaux partis d'opposition, le Fine Gael (FG) et le Parti travailliste (Labour), ils ont appelé à la tenue immédiates d'élections anticipées, afin de retrouver la « certitude politique ». Le 22 novembre, le Taoiseach Brian Cowen a indiqué que les élections auraient lieu au début de 2011, soit après l'adoption du budget de l'État pour cette même année. Il s'est justifié par la crainte que la tenue d'élections anticipées avant l'adoption du plan d'austérité ne conduise à une nouvelle dégradation de l'Irlande sur le marché du crédit.

## Éléments légaux

### Date du scrutin
Conformément à la section 7 de la loi électorale de 1927, le Dáil Éireann doit être dissous dans les cinq ans qui suivent sa première réunion consécutive aux précédentes élections, qui se sont tenues le 24 mai 2007. L'article 16, alinéa 3, 2e point de la Constitution de l'Irlande, des élections générales doivent avoir lieu au plus tard trente jours après la dissolution. En principe, le délai pour convoquer les élections courait jusqu'au 14 juillet 2012.
Au moment de l'annonce des élections anticipées, la ministre du Tourisme, de la Culture et des Sports, Mary Hanafin, a fait savoir que les élections pourraient se tenir mi-mars 2011. Quant au ministre des Entreprises, du Commerce et de l'Innovation, Batt O'Keeffe, il a indiqué que le scrutin pourrait être convoqué le 25 mars. Convoqués le 11 mars initialement, les électeurs se rendront finalement aux urnes dès le 25 février.

### Mode de scrutin
Les élections générales irlandaises se tiennent suivant un scrutin proportionnel plurinominal avec scrutin à vote unique transférable. Elles ont lieu dans 43 circonscriptions électorales et concernent 165 des 166 sièges. En effet, le Ceann Comhairle, qui préside le Dáil Éireann, est automatiquement réélu, conformément à l'article 16, alinéa 6, de la Constitution.

## Campagne électorale

### Principaux partis et chefs de file
| Parti | Parti                                           | Chef de file   | Chef de file   | Résultats en 2007           |
| ----- | ----------------------------------------------- | -------------- | -------------- | --------------------------- |
|       | Fianna Fáil                                     | Micheál Martin | Micheál Martin | 41,56 % des voix 77 députés |
|       | Fine Gael                                       | Enda Kenny     | Enda Kenny     | 27,32 % des voix 51 députés |
|       | Parti travailliste Labour Party                 | Eamon Gilmore  | Eamon Gilmore  | 10,13 % des voix 20 députés |
|       | Parti vert Green Party                          | John Gormley   | John Gormley   | 4,69 % des voix 6 députés   |
|       | Sinn Féin                                       | Gerry Adams    | Gerry Adams    | 6,94 % des voix 4 députés   |
|       | Alliance de la gauche unie United Left Alliance |                | Aucun          | Absente                     |

### Faits marquants
Avant même l'annonce de la tenue d'élections anticipées, le chef du Sinn Féin d'Irlande du Nord, Gerry Adams, a annoncé qu'il comptait démissionner de l'Assemblée d'Irlande du Nord et de la Chambre des communes britannique afin de briguer un siège au Dáil Éireann. En outre, l'ancien Taoiseach, Bertie Ahern, et son homonyme le ministre de la Justice Dermot Ahern, ne seront pas candidats à la réélection au cours de ces élections.
Le 25 novembre 2010, l'Alliance du peuple avant le profit (PBPA), le Parti socialiste (SP) et le Groupe d'action des travailleurs et des chômeurs (WUAG) annoncent la création de l'Alliance de la gauche unie (ULA). Celle-ci est officiellement lancée à Dublin quatre jours plus tard.
Le 16 janvier 2011, le ministre des Affaires étrangères Micheál Martin, membre du Fianna Fáil, démissionne après la décision de Brian Cowen de solliciter le renouvellement de la confiance de son groupe parlementaire plutôt que démissionner. Le chef de la diplomatie a en effet indiqué son intention de voter contre le Premier ministre, après le défi lancé par ce dernier à ses adversaires en interne. Le chef du gouvernement d'ailleurs été mis en difficulté au début de cette année 2011, avec la révélation par l'ancien dirigeant de la Anglo Irish Bank, Sean FitzPatrick, des liens étroits que tous deux semblaient entretenir lorsque Brian Cowen occupait le poste de ministre des Finances. Il parvient toutefois à obtenir la confiance des parlementaires, tandis que plusieurs députés, opposés à Cowen, révèlent que le ministre des Finances, Brian Lenihan, avait encouragé la dissidence, aspirant à devenir chef du parti lui-même, avant d'apporter son soutien au Premier ministre.
À peine quatre jours après le départ du chef de la diplomatie, cinq ministres quittent à leur tour le gouvernement, accentuant la crise interne au Fianna Fáil. Face à ces départs inattendus, le chef du Fine Gael, Enda Kenny, a dénoncé « le pire gouvernement du pays » et affirmé que « Ceci ne serait jamais arrivé, même au temps des plus grands dictateurs. ». Finalement, le 22 janvier, Brian Cowen renonce à diriger son parti, invoquant une décision personnelle destinée à favoriser l'unité de sa formation, tout en se maintenant à la tête du gouvernement.
Dès le lendemain, le Parti vert (GP), qui réclame que la date des élections soit avancée, annonce qu'il se retire de la coalition gouvernementale, privant le Premier ministre de majorité, tout en précisant qu'il votera le budget de rigueur. Quatre jours après le retrait de Cowen, Micheál Martin, ex-ministre des Affaires étrangères ayant défié le chef du parti, est élu pour lui succéder à la présidence du Fianna Fáil.
Alors que le scrutin était initialement programmé pour le 11 mars, le Premier ministre annonce, le 1er février, que l'élection sera finalement convoquée le 25 février et qu'il va se retirer de la vie politique. Peu avant, Enda Kenny avait annoncé sa volonté, en cas de victoire, de renégocier les conditions du plan d'aide financière, en particulier le taux d'intérêt imposé au pays pour le remboursement, son parti précisant qu'il n'était pas question de relever la fiscalité sur les entreprises, très basse en Irlande.

### Sondages
| Mandant                  | Date       | Fianna Fáil | Fine Gael | Labour | Parti vert | Sinn Féin | Autres/Ind. |
| ------------------------ | ---------- | ----------- | --------- | ------ | ---------- | --------- | ----------- |
| Paddy Power              | 23/02/2011 | 16 %        | 40 %      | 18 %   | 3 %        | 10 %      | 14 %        |
| Sunday Independent       | 20/02/2011 | 16 %        | 37 %      | 20 %   | 1 %        | 12 %      | 14 %        |
| Irish Daily Star         | 17/02/2011 | 17 %        | 39 %      | 18 %   | 2 %        | 10 %      | 14 %        |
| The Sunday Business Post | 13/02/2011 | 15 %        | 38 %      | 20 %   | 3 %        | 10 %      | 14 %        |
| The Sunday Business Post | 06/02/2011 | 17 %        | 35 %      | 22 %   | 2 %        | 13 %      | 11 %        |
| The Irish Times          | 03/02/2011 | 15 %        | 33 %      | 24 %   | 1 %        | 12 %      | 15 %        |
| The Sunday Business Post | 30/01/2011 | 16 %        | 33 %      | 21 %   | 2 %        | 13 %      | 15 %        |
| Paddy Power              | 07/01/2011 | 14 %        | 35 %      | 21 %   | 4 %        | 14 %      | 12 %        |
| The Sunday Business Post | 19/12/2010 | 17 %        | 34 %      | 23 %   | 2 %        | 14 %      | 10 %        |
| The Irish Times          | 16/12/2010 | 17 %        | 30 %      | 25 %   | 2 %        | 15 %      | 11 %        |
| The Irish Sun            | 03/12/2010 | 13 %        | 32 %      | 24 %   | 3 %        | 16 %      | 11 %        |
| The Sunday Business Post | 21/11/2010 | 17 %        | 33 %      | 27 %   | 3 %        | 11 %      | 8 %         |
| The Sunday Business Post | 24/10/2010 | 18 %        | 32 %      | 27 %   | 4 %        | 9 %       | 10 %        |
| The Irish Times          | 30/09/2010 | 24 %        | 24 %      | 33 %   | 2 %        | 8 %       | 9 %         |
| The Sunday Business Post | 26/09/2010 | 24 %        | 31 %      | 23 %   | 3 %        | 10 %      | 9 %         |
| TV3 News                 | 23/09/2010 | 22 %        | 30 %      | 35 %   | 2 %        | 4 %       | 8 %         |
| The Sunday Business Post | 27/06/2010 | 24 %        | 33 %      | 27 %   | 2 %        | 8 %       | 6 %         |
| The Irish Times          | 11/06/2010 | 17 %        | 28 %      | 32 %   | 3 %        | 9 %       | 11 %        |
| The Sunday Business Post | 30/05/2010 | 24 %        | 30 %      | 22 %   | 5 %        | 10 %      | 9 %         |
| Dernières élections      | 24/05.2007 | 41,5 %      | 27,3 %    | 10,1 % | 4,7 %      | 6,9 %     | 9,4 %       |

## Résultats

### Projections
D'après la société de médias publics Raidió Teilifís Éireann (RTE), le Fine Gael serait arrivé en tête avec 36,1 % des voix, suivi du Parti travailliste, qui recueillerait 20,5 % des suffrages, soit le meilleur score de son histoire. Classé troisième, le Fianna Fáil devrait se contenter de 15,1 % des voix, obtenant ainsi son plus mauvais résultat, tandis que le Sinn Féin recevrait 10,1 % des votes et que le Parti vert fermerait la marche avec 2,7 % des voix. Enfin, les candidats dits indépendants cumuleraient 15,6 % des suffrages.

### Personnalités battues
Dans la circonscription de Longford Westmeath, Mary O'Rourke, tante du ministre des Finances Brian Lenihan, perd son siège dès le deuxième décompte. Au quatrième décompte, Conor Lenihan, secrétaire d'État à la Science et frère de Brian, dans la circonscription de Dublin South West, et Mary Coughlan, Vice-Première ministre et ancienne vice-présidente du Fianna Fáil, dans celle de Donegal South West, sont battus. Au sixième décompte de Dublin North West, le ministre des Communautés et de l'Égalité, Pat Carey, est à son tour défait. Après avoir attendu jusqu'au onzième décompte dans Dún Laoghaire, la ministre de la Culture et vice-présidente du Fianna Fáil, Mary Hanafin, perd elle aussi son siège. Le secrétaire d'État aux Affaires européennes et ex-ministre de l'Environnement, Dick Roche, est également exclu de l'assemblée, à l'issue du treizième décompte de la circonscription de Wicklow.
Lors du cinquième décompte de Dublin South East, le président du Parti vert et ex-ministre de l'Environnement, John Gormley, perd lui aussi son siège. À la même étape dans Dublin North, c'est Trevor Sargent, ancien chef des Verts, qui se voit exclu du Dáil Éireann. Dans la circonscription de Dublin South, l'autre ancien ministre écologiste, Eamon Ryan, titulaire du portefeuille des Communications et de l'Énergie, est finalement battu, à l'issue du septième décompte.

#### Par circonscriptions

Carte des résultats par circonscriptions

### Scores
|                            |                                         |                                      |           |       |       |        |               |  |  |  |  |  |  |  |
| Parti                      | Parti                                   | Parti                                | Voix      | %     | +/-   | Sièges | +/-           |  |  |  |  |  |  |  |
|                            | Fine Gael                               | Fine Gael                            | 801 628   | 36,10 | 8,78  | 76     | 25            |  |  |  |  |  |  |  |
|                            | Parti travailliste                      | Parti travailliste                   | 431 796   | 19,45 | 9,32  | 37     | 17            |  |  |  |  |  |  |  |
|                            | Fianna Fáil                             | Fianna Fáil                          | 387 358   | 17,45 | 24,11 | 20     | 57            |  |  |  |  |  |  |  |
|                            | Sinn Féin                               | Sinn Féin                            | 220 686   | 9,94  | 3,00  | 14     | 10            |  |  |  |  |  |  |  |
|                            |                                         | Parti socialiste                     | 26 770    | 1,21  | 0,57  | 2      | 2             |  |  |  |  |  |  |  |
|                            | Le Peuple avant le profit               | 21 526                               | 0,97      | 0,52  | 2     | 2      |               |  |  |  |  |  |  |  |
|                            | Action des travailleurs et des chômeurs | 8 818                                | 0,40      | N/A   | 1     | 1      |               |  |  |  |  |  |  |  |
| Alliance de la gauche unie | Alliance de la gauche unie              | 57 114                               | 2,57      | 1,48  | 5     | 5      |               |  |  |  |  |  |  |  |
|                            | Parti vert                              | Parti vert                           | 41 039    | 1,85  | 2,84  | 0      | 6             |  |  |  |  |  |  |  |
|                            | Alliance indépendante de South Kerry    | Alliance indépendante de South Kerry | 4 939     | 0,22  | Abs.  | 0      | en stagnation |  |  |  |  |  |  |  |
|                            | Parti des travailleurs d'Irlande        | Parti des travailleurs d'Irlande     | 3 056     | 0,14  | 0,01  | 0      | en stagnation |  |  |  |  |  |  |  |
|                            | Parti de la solidarité chrétienne       | Parti de la solidarité chrétienne    | 2 102     | 0,09  | 0,01  | 0      | en stagnation |  |  |  |  |  |  |  |
|                            | Fís Nua                                 | Fís Nua                              | 938       | 0,04  | Nv.   | 0      | en stagnation |  |  |  |  |  |  |  |
|                            | Indépendants                            | Indépendants                         | 269 703   | 12,15 | 7,00  | 14     | 9             |  |  |  |  |  |  |  |
|                            |                                         |                                      |           |       |       |        |               |  |  |  |  |  |  |  |
| Suffrages exprimés         | Suffrages exprimés                      | Suffrages exprimés                   | 2 220 359 | 98,98 |       |        |               |  |  |  |  |  |  |  |
| Votes blancs et nuls       | Votes blancs et nuls                    | Votes blancs et nuls                 | 22 817    | 1,02  |       |        |               |  |  |  |  |  |  |  |
| Total                      | Total                                   | Total                                | 2 243 176 | 100   | –     | 166    | en stagnation |  |  |  |  |  |  |  |
| Abstention                 | Abstention                              | Abstention                           | 966 003   | 30,10 |       |        |               |  |  |  |  |  |  |  |
| Inscrits/Participation     | Inscrits/Participation                  | Inscrits/Participation               | 3 209 179 | 69,90 |       |        |               |  |  |  |  |  |  |  |

### Analyse
Le scrutin voit la victoire du parti Fine Gael (centre droit), sans majorité absolue. C'est la première fois dans l'histoire du pays qu'un autre parti que le Fianna Fáil parvient à arriver en tête des élections législatives. Il est aussi le théâtre d'une poussée générale de la gauche : le Parti travailliste double son score de 2007 et égale son record de 1992 avec 19,4 % des premières préférences des électeurs, tandis que les nationalistes antilibéraux du Sinn Féin obtiennent le meilleur score de leur histoire en frôlant les 10 %. Les partis de la gauche radicale coalisés au sein de l'Alliance de la gauche unie battent eux aussi un record en faisant élire cinq de leurs candidats. L'autre record se situe au niveau des résultats des candidats dits indépendants, de sensibilités très diverses et dont la plupart se présentaient sans étiquette : ils cumulent près de 12 % des voix et treize d'entre eux siègeront lors de la prochaine législature.
A contrario, les partis ayant participé au gouvernement sortant sont durement sanctionnés. Le Fianna Fáil, qui était jusque-là la première force politique du pays, perd 24 points et plus des deux tiers de ses élus. Il rétrograde même à la troisième place derrière les travaillistes, ce qui ne s'était encore jamais produit auparavant. Malgré son passage dans l'opposition quelques mois avant l'organisation des élections, le Parti vert a lui aussi perdu plus de la moitié de ses électeurs ainsi que tous ses élus.
Le prochain gouvernement devrait être dirigé par le Fine Gael dans le cadre d'une coalition avec les travaillistes. Les premiers ont déjà fait une proposition aux second dans ce sens. Cette alliance a déjà été formée plusieurs fois par le passé lorsque le Fianna Fáil ne dirigeait pas le gouvernement.

### Conséquences
Le 6 mars 2011, soit trois jours avant la première réunion du Dáil, Enda Kenny et Eamon Gilmore annoncent avoir conclu un accord de coalition, sans toutefois préciser quel était le calendrier retenu pour ramener le déficit public sous la barre des 3 % du produit intérieur brut et en ajoutant que les discussions allaient se poursuivre afin de résoudre quelques points encore en suspens et la répartition des portefeuilles ministériels.

### Traduction
- (en) Cet article est partiellement ou en totalité issu de l’article de Wikipédia en anglais intitulé « Irish general election, 2011 » (voir la liste des auteurs).